# Epischausia flavifrons
Epischausia flavifrons là một loài bướm đêm trong họ Noctuidae.